# Амфітея
Амфітея (гр. Ἀμφιθέα) - це ім'я кількох жінок в грецькій міфології:
1. Амфітея, дружина Лікурга, короля Немеї, мати Офельта (згодом його назвали Архемором). Також відома під іменем Еврідіка.
2. Амфітея, дочка Пронакса. Вона одружилася з Адрастом та була матір'ю Агрії, Деїфіли, Егіалеї, Егіалея та Кіаніпа. В інших джерелах про неї також згадується, як про дружину Діона та матір Карії, Орфи та Ліко.
3. Амфітея, дружина Автоліка та мати Антіклеї (мати Одіссея), Полімеди (ймовірно мати Ясона) та кількох синів, в тому числі Есіма (батько Сінона).
4. Амфітея, дружина Еола, короля Етрурії, матір шістьох синів та шістьох доньок. Наймолодший син Макарей, від якого завагітніла його власна сестра Канака. Обоє наклали на себе руки.
5. Амфітея, альтернатива імені Гемітея, сестра Тенеса.